# Qian Gorlos
Qian Gorlos (en mongol: Өмнөд Горлос, romanizado: Ömnöd Gorlos , en chino, 前郭尔罗斯; pinyin, Qián Guō'rluósī) es un condado autónomo bajo la administración directa de la ciudad-prefectura de Songyuan. Se ubica en la provincia de Jilin , noreste de la República Popular China . Su área es de 5117 km² y su población total para 2010 fue de 600 mil habitantes.

## Administración
El condado autónomo de Qian Gorlos se divide en 22 pueblos que se administran en 8 poblados y 14 villas.

## Toponimia
"Gorlos" se deriva de la transcripción del antiguo nombre de la tribu mongol "Huoluojisi" (豁罗剌斯) , que significa "jianghe" (江河), dos sinogramas que se utilizan para identificar ríos. Qian Gorlos se encuentra en la orilla sur del río Songhua, por lo que el antiguo Qian Gorlos  vendría a significar "río del sur", en sí, Qian en mongol significa "sur", ese nombre se presentó como entidad en la Bandera Qian Gorlos en 1648 durante la dinastía Qing. 
Como las otras regiones autónomas, se caracteriza por estar asociada a un grupo étnico minoritario, en este caso, los mongoles. La región recibió la condición de "autónomo" cuando se estableció el Condado autónomo mongol de Qian Gorlos el 1 de enero de 1956 y es la única localidad de la provincia de Jilin en tener una autonomía mongol.